# Racotis monognampta
Racotis monognampta är en fjärilsart som beskrevs av Louis Beethoven Prout 1937. Racotis monognampta ingår i släktet Racotis och familjen mätare. Inga underarter finns listade.